# Central Park (restaurant)
Central Park is een restaurant in Voorburg dat in juni 2021 opende. Bij de uitreiking van de Michelinsterren voor 2023 ontving het één ster.

## Locatie
Het gebouw dat het restaurant huisvest is een Rijksmonument uit de 18e eeuw, genaamd Vreugd en Rust. Restaurant Central Park is gevestigd in het hoofdgebouw van het landgoed, dat is gebouwd in classicistische stijl. Op het terrein met de gelijknamige naam zijn onder andere een historische tuin, oranjerie en moestuin gevestigd. Het was ouderlijk huis van de negentiende-eeuwse politicus Guillaume Groen van Prinsterer. In het hoofdgebouw was van 1938 tot 1975 een montessorischool gevestigd. Een aanzienlijk deel van de tuin is een openbaar park geworden.

## Geschiedenis

### Culinaire historie
De riante villa die Central Park huisvest kent een rijke culinaire historie. In 1987 opent chef-kok Henk Savelberg in het gebouw het gelijknamige restaurant Vreugd en Rust. De eetgelegenheid heeft van 1990 tot 1993 een Michelinster. In 1995 nam Henk Savelberg het vastgoed van de villa over, hij sloot het restaurant en renoveerde het gebouw. In 1997 heropende hij het pand als restaurant-hotel Savelberg, onderscheiden met een ster van 1997 tot 2014. Savelberg verkocht het restaurant eind 2014 om een nieuw restaurant te openen in de Thaise hoofdstad Bangkok.

### Opening
Op 6 november 2014 is restaurant Central Park geopend. Vanaf de start tot 1 oktober 2018 stond het restaurant onder culinaire leiding van Ron Blaauw. In 2017 werd sommelier Joey de Kruijf mede-eigenaar van het restaurant, hij deed onder meer ervaring op als bedrijfsleider van Parkheuvel. Later in 2020 stapte ook gastvrouw Tamara Holwerda in als mede-eigenaar. Chef-kok Tim Bood deed ervaring op bij De Zwethheul en Savelberg. Sinds april 2019 heeft hij de culinaire leiding over de keuken. Sinds medio 2020 wordt hij bijgestaan door Hette Hettema.

### Erkenning
In april 2023 bij de uitreiking van de Michelinsterren voor 2023, ontving Central Park een ster. In 2024 werd de eetgelegenheid onderscheiden met 15 van de maximaal te behalen 20 punten in de GaultMillau-gids, een half punt hoger dan het voorgaande jaar. Dezelfde gids heeft de zaak in 2023 onderscheiden met de prijs voor Wijnkaart van het jaar.

## Trivia
- In het gebouw van het restaurant zijn 14 suites gevestigd.[7]
- Sommelier Joey de Kruijf werd in 2019 SVH-Meestergastheer.[8]